# Solers
Solers est une commune française située dans le département de Seine-et-Marne en région Île-de-France.

## Géographie

### Localisation
Solers se situe à environ 10 km au sud-est de Brie-Comte-Robert.

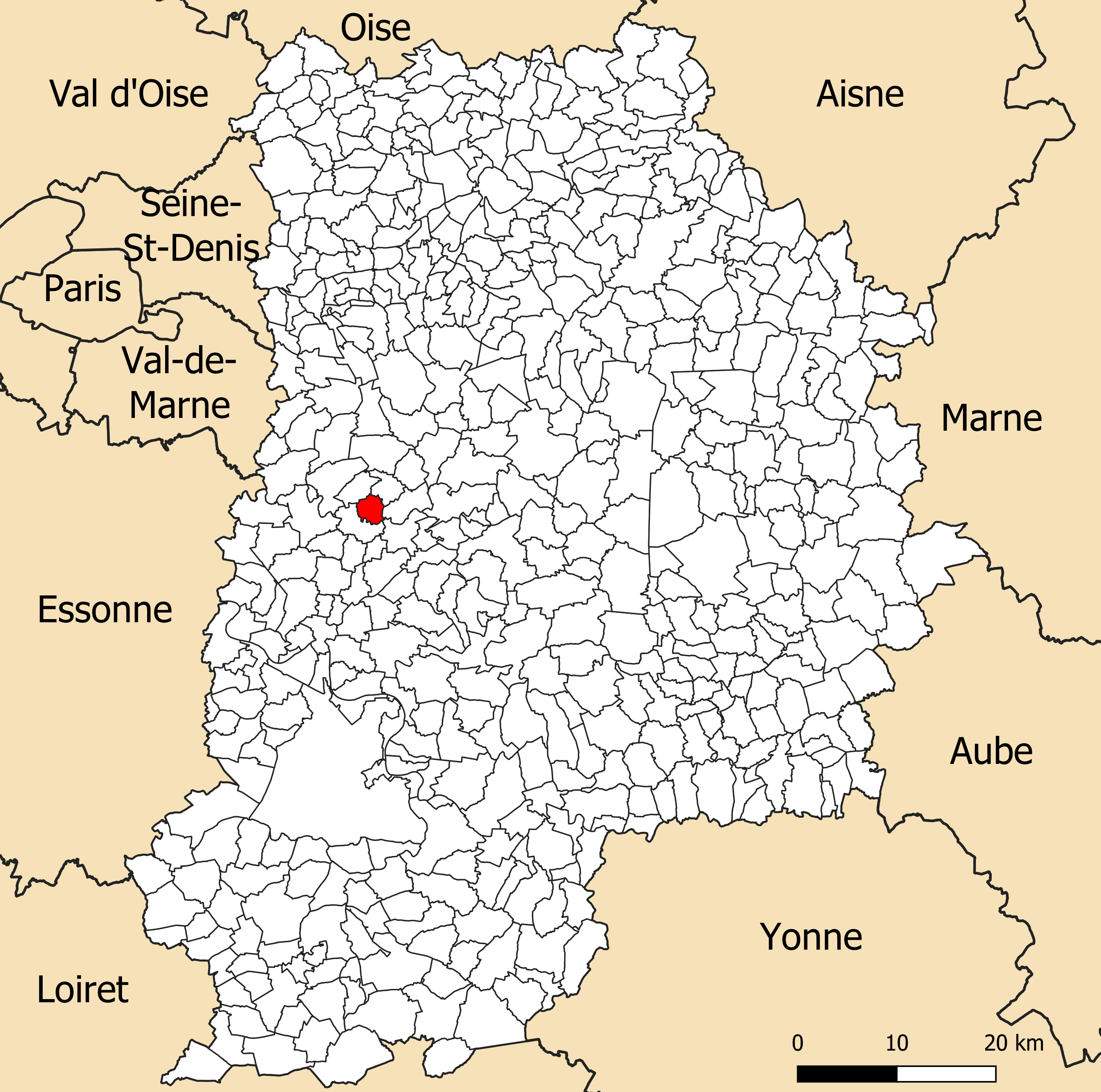
Localisation de la commune de Solers dans le département de Seine-et-Marne.

### Communes limitrophes
| Coubert            |        | Courquetaine      |
|                    | Solers | Ozouer-le-Voulgis |
| Soignolles-en-Brie |        | Yèbles            |

### Géologie et relief
L'altitude de la commune varie de 62 mètres à 102 mètres pour le point le plus haut, le centre du bourg se situant à environ 91 mètres d'altitude (mairie). Elle est classée en zone de sismicité 1, correspondant à une sismicité très faible.

### Hydrographie

#### Réseau hydrographique

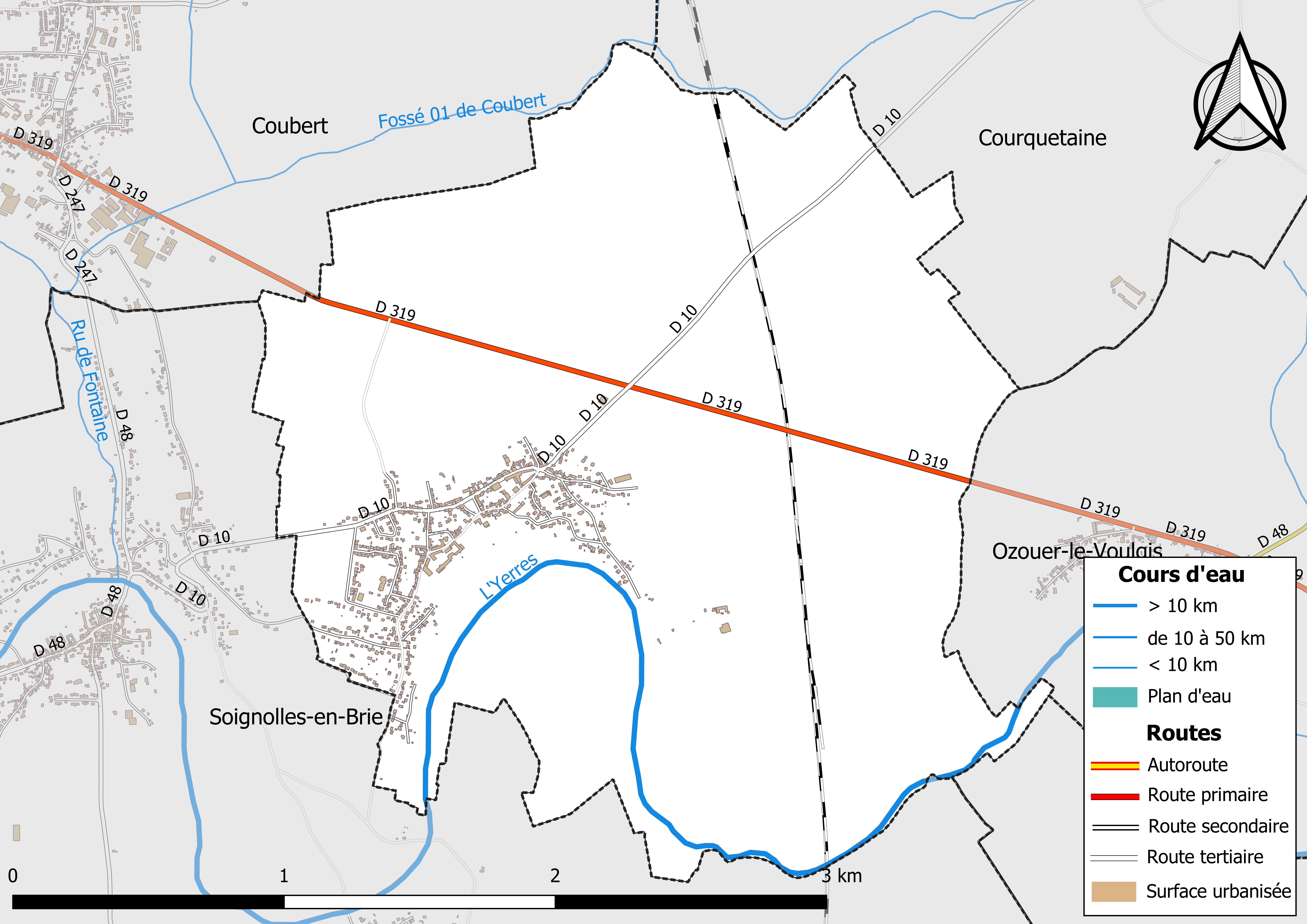
Carte des réseaux hydrographique et routier de Solers.

Le réseau hydrographique de la commune se compose de deux cours d'eau référencés :
- la rivière l'Yerres, longue de 98,23 km[3], affluent en rive droite de la Seine ;
- le fossé 01 de Coubert, cours d'eau naturel et canal de 4,94 km[4], affluent du ru de Fontaine.

La longueur totale des cours d'eau sur la commune est de 3,96 km.

#### Gestion des cours d'eau
Afin d’atteindre le bon état des eaux imposé par la Directive-cadre sur l'eau du 23 octobre 2000, plusieurs outils de gestion intégrée s’articulent à différentes échelles : le SDAGE, à l’échelle du bassin hydrographique, et le SAGE, à l’échelle locale. Ce dernier fixe les objectifs généraux d’utilisation, de mise en valeur et de protection quantitative et qualitative des ressources en eau superficielle et souterraine. Le département de Seine-et-Marne est couvert par six SAGE, au sein du bassin Seine-Normandie.
La commune fait partie du SAGE « Yerres », approuvé le 13 octobre 2011. Le territoire de ce SAGE correspond au bassin versant de l’Yerres, d'une superficie de 1 017 km2, parcouru par un réseau hydrographique de 450 kilomètres de long environ, répartis entre le cours de l’Yerres et ses affluents principaux que sont : le ru de l'Étang de Beuvron, la Visandre, l’Yvron, le Bréon, l’Avon, la Marsange, la Barbançonne, le Réveillon. Le pilotage et l’animation du SAGE sont assurés par le syndicat mixte pour l'assainissement et la gestion des eaux du bassin versant de l’Yerres (SYAGE), qualifié de « structure porteuse ».

### Climat
Pour des articles plus généraux, voir Climat de l'Île-de-France et Climat de Seine-et-Marne.
En 2010, le climat de la commune est de type climat océanique dégradé des plaines du Centre et du Nord, selon une étude du CNRS s'appuyant sur une série de données couvrant la période 1971-2000. En 2020, Météo-France publie une typologie des climats de la France métropolitaine dans laquelle la commune est exposée à un climat océanique altéré et est dans une zone de transition entre les régions climatiques « Sud-ouest du bassin Parisien » et « Nord-est du bassin Parisien ».
Pour la période 1971-2000, la température annuelle moyenne est de 11 °C, avec une amplitude thermique annuelle de 15,3 °C. Le cumul annuel moyen de précipitations est de 715 mm, avec 11,4 jours de précipitations en janvier et 7,8 jours en juillet. Pour la période 1991-2020, la température moyenne annuelle observée sur la station météorologique la plus proche, située sur la commune de Montereau-sur-le-Jard à 8 km à vol d'oiseau, est de 11,6 °C et le cumul annuel moyen de précipitations est de 657,9 mm,. Pour l'avenir, les paramètres climatiques de la commune estimés pour 2050 selon différents scénarios d'émission de gaz à effet de serre sont consultables sur un site dédié publié par Météo-France en novembre 2022.

### Milieux naturels et biodiversité
Aucun espace naturel présentant un intérêt patrimonial n'est recensé sur la commune dans l'inventaire national du patrimoine naturel,,.

## Urbanisme

### Typologie
Au 1er janvier 2024, Solers est catégorisée bourg rural, selon la nouvelle grille communale de densité à sept niveaux définie par l'Insee en 2022.
Elle appartient à l'unité urbaine de Coubert, une agglomération intra-départementale regroupant trois  communes, dont elle est ville-centre,,. Par ailleurs la commune fait partie de l'aire d'attraction de Paris, dont elle est une commune de la couronne,. Cette aire regroupe 1 929 communes,.

### Lieux-dits et écarts
La commune compte 70 lieux-dits administratifs répertoriés consultables ici.

### Occupation des sols
L'occupation des sols de la commune, telle qu'elle ressort de la base de données européenne d’occupation biophysique des sols Corine Land Cover (CLC), est marquée par l'importance des territoires agricoles (74,5 % en 2018), une proportion sensiblement équivalente à celle de 1990 (74,6 %). La répartition détaillée en 2018 est la suivante : 
terres arables (74,5% ), forêts (16,3% ), zones urbanisées (9,1 %).
Parallèlement, L'Institut Paris Région, agence d'urbanisme de la région Île-de-France, a mis en place un inventaire numérique de l'occupation du sol de l'Île-de-France, dénommé le MOS (Mode d'occupation du sol), actualisé régulièrement depuis sa première édition en 1982. Réalisé à partir de photos aériennes, le Mos distingue les espaces naturels, agricoles et forestiers mais aussi les espaces urbains (habitat, infrastructures, équipements, activités économiques, etc.) selon une classification pouvant aller jusqu'à 81 postes, différente de celle de Corine Land Cover,,. L'Institut met également à disposition des outils permettant de visualiser par photo aérienne l'évolution de l'occupation des sols de la commune entre 1949 et 2018.

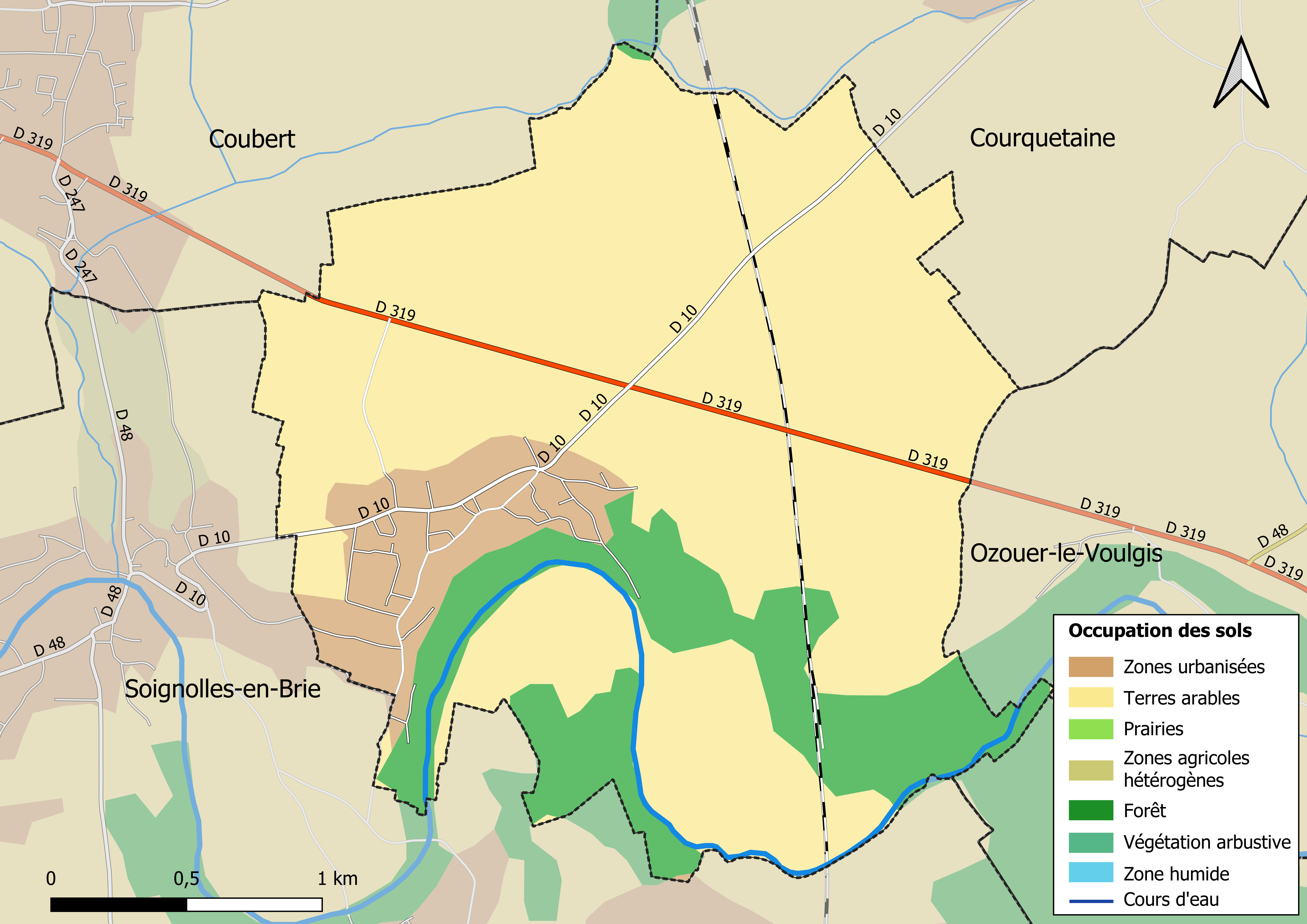
Carte des infrastructures et de l'occupation des sols en 2018 (CLC) de la commune.
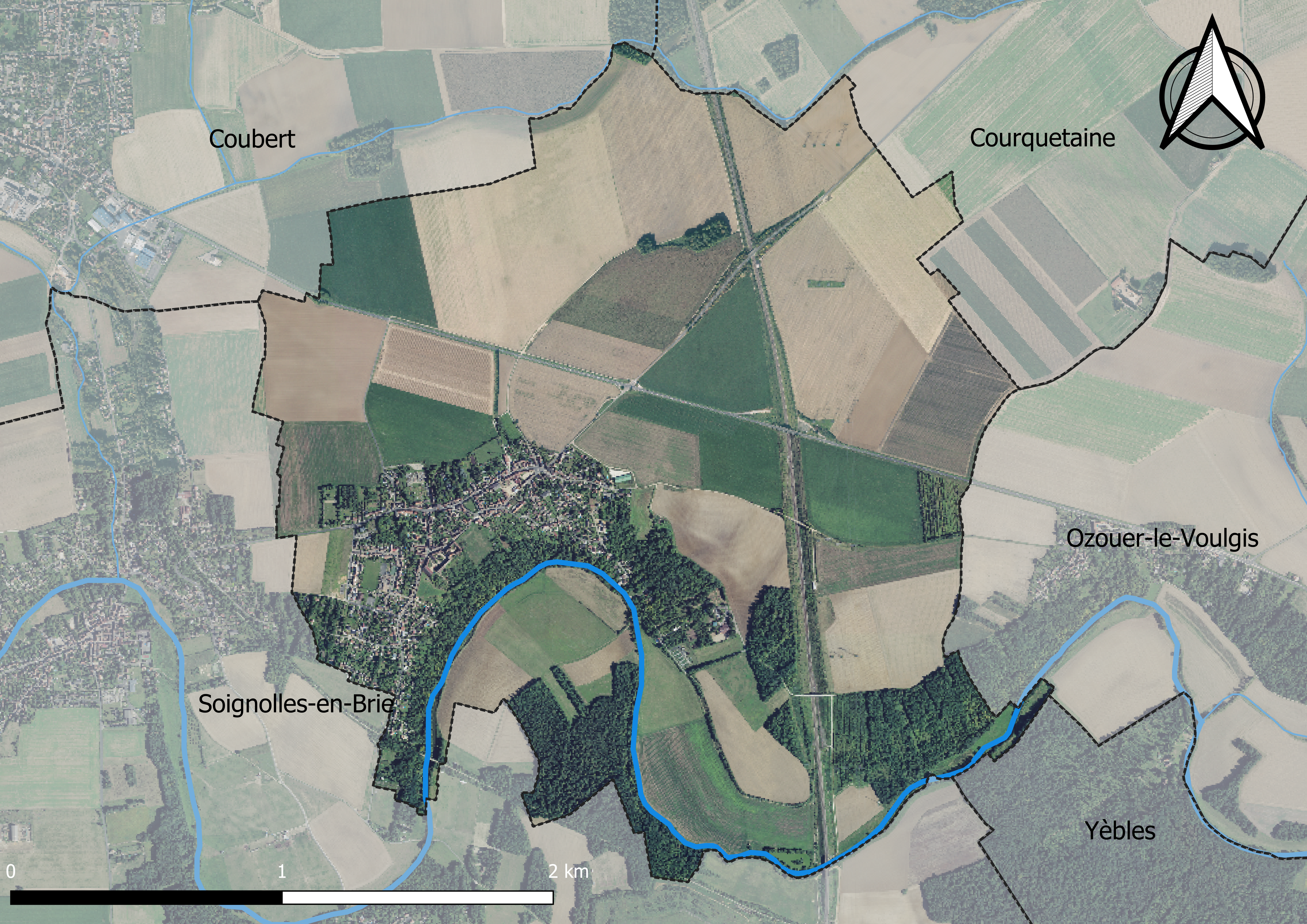
Carte orhophotogrammétrique de la commune.

### Planification
La commune disposait en 2019 d'un plan local d'urbanisme approuvé. Le zonage réglementaire et le règlement associé peuvent être consultés sur le Géoportail de l'urbanisme.

### Logement
En 2017, le nombre total de logements dans la commune était de 537 dont 84,1 % de maisons (maisons de ville, corps de ferme, pavillons, etc.) et 15,7 % d'appartements.
Parmi ces logements, 89,9 % étaient des résidences principales, 1,8 % des résidences secondaires et 8,2 % des logements vacants.
La part des ménages fiscaux propriétaires de leur résidence principale s'élevait à 84,4 % contre 14,8 % de locataires et 0,8 % logés gratuitement.

### Voies de communication et transports
La commune est desservie par la  ligne d'autocars du réseau de bus du Pays Briard No 30A (Tournan-en-Brie – Melun).

## Toponymie
Sollarium (vers 1100) ; Solerre (1248) ; Solerrium (1264) ; Solorra, Solairia, Soulloire en la chastelerie de Meleun (1320) ; Soloirre, Soloerre, Soloiere, Solorre (1370) ; Solairre (1384) ; Soulleres (1454) ; Soullerre ou pays de Brye (1494) ; Sollerre en Brye (1669) ; Soulers (1669) ; Soullaire (1682) ; Soullers (1720) ; Sollers (1723) ; Soleire en Brie (1756) ; Soulaire ou Soulerre (XVIIIe siècle) ; Soleres (1788)[réf. nécessaire].

## Histoire
En 1789, Solers faisait partie de l'élection de Rozay et de la généralité de Paris et était régi par la coutume de Melun[réf. nécessaire].

## Politique et administration

### Liste des maires
| Période                                  | Période  | Identité         | Étiquette | Qualité |
| ---------------------------------------- | -------- | ---------------- | --------- | ------- |
| Les données manquantes sont à compléter. |          |                  |           |         |
| 1977                                     | 1990     | Claude Magnin    | PCF       |         |
|                                          |          |                  |           |         |
| 2014                                     | En cours | Gilles Groslevin |           | Artisan |

## Équipements et services

### Eau et assainissement
L’organisation de la distribution de l’eau potable, de la collecte et du traitement des eaux usées et pluviales relève des communes. La loi NOTRe de 2015 a accru le rôle des EPCI à fiscalité propre en leur transférant cette compétence. Ce transfert devait en principe être effectif au 1er janvier 2020, mais la loi Ferrand-Fesneau du 3 août 2018 a introduit la possibilité d’un report de ce transfert au 1er janvier 2026,.

#### Assainissement des eaux usées
En 2020, la gestion du service d'assainissement collectif de la commune de Solers est assurée par la communauté de communes Brie des Rivières et Châteaux (CCBRC) pour la collecte, le transport et la dépollution. Ce service est géré en délégation par une entreprise privée, dont le contrat arrive à échéance le 31 décembre 2021,,.
L’assainissement non collectif (ANC) désigne les installations individuelles de traitement des eaux domestiques qui ne sont pas desservies par un réseau public de collecte des eaux usées et qui doivent en conséquence traiter elles-mêmes leurs eaux usées avant de les rejeter dans le milieu naturel. La communauté de communes Brie des Rivières et Châteaux (CCBRC) assure pour le compte de la commune le service public d'assainissement non collectif (SPANC), qui a pour mission de vérifier la bonne exécution des travaux de réalisation et de réhabilitation, ainsi que le bon fonctionnement et l’entretien des installations,.

#### Eau potable
En 2020, l'alimentation en eau potable est assurée par la communauté de communes Brie des Rivières et Châteaux (CCBRC) qui en a délégué la gestion à l'entreprise Suez, dont le contrat expire le 30 juin 2028,.

## Population et société

### Démographie
L'évolution du nombre d'habitants est connue à travers les recensements de la population effectués dans la commune depuis 1793. Pour les communes de moins de 10 000 habitants, une enquête de recensement portant sur toute la population est réalisée tous les cinq ans, les populations de référence des années intermédiaires étant quant à elles estimées par interpolation ou extrapolation. Pour la commune, le premier recensement exhaustif entrant dans le cadre du nouveau dispositif a été réalisé en 2008.

En 2022, la commune comptait 1 284 habitants, en évolution de +3,97 % par rapport à 2016 (Seine-et-Marne : +3,92 %, France hors Mayotte : +2,11 %).
| 1793 | 1800 | 1806 | 1821 | 1831 | 1836 | 1841 | 1846 | 1851 |
| ---- | ---- | ---- | ---- | ---- | ---- | ---- | ---- | ---- |
| 376  | 431  | 396  | 355  | 386  | 332  | 334  | 320  | 325  |

| 1856 | 1861 | 1866 | 1872 | 1876 | 1881 | 1886 | 1891 | 1896 |
| ---- | ---- | ---- | ---- | ---- | ---- | ---- | ---- | ---- |
| 290  | 288  | 318  | 308  | 320  | 302  | 341  | 378  | 339  |

| 1901 | 1906 | 1911 | 1921 | 1926 | 1931 | 1936 | 1946 | 1954 |
| ---- | ---- | ---- | ---- | ---- | ---- | ---- | ---- | ---- |
| 330  | 326  | 329  | 275  | 333  | 331  | 339  | 360  | 372  |

| 1962 | 1968 | 1975 | 1982 | 1990  | 1999  | 2006  | 2008  | 2013  |
| ---- | ---- | ---- | ---- | ----- | ----- | ----- | ----- | ----- |
| 420  | 401  | 503  | 692  | 1 099 | 1 243 | 1 279 | 1 288 | 1 261 |

| 2018  | 2022  | - | - | - | - | - | - | - |
| ----- | ----- | - | - | - | - | - | - | - |
| 1 186 | 1 284 | - | - | - | - | - | - | - |

### Sports
- installations communales de Solers (stade, rue du haut des plantes).

## Économie

### Revenus de la population et fiscalité
En 2018, le nombre de ménages fiscaux de la commune était de 491, représentant 1 285 personnes et la  médiane du revenu disponible par unité de consommation  de 25 740 euros.

### Emploi
En 2018 , le nombre total d’emplois dans la zone était de 95, occupant 601 actifs  résidants.
Le taux d'activité de la population (actifs ayant un emploi) âgée de 15 à 64 ans s'élevait à 74,6 % contre un taux de chômage de 5,1 %. 
Les 20,3 % d’inactifs se répartissent de la façon suivante : 8,1 % d’étudiants et stagiaires non rémunérés, 8,3 % de retraités ou préretraités et 3,9 % pour les autres inactifs.

### Secteurs d'activité

#### Entreprises et commerces
En 2019, le nombre d’unités légales et d’établissements (activités marchandes hors agriculture) par secteur d'activité était de 73 dont 6 dans l’industrie manufacturière, industries extractives et autres, 16 dans la construction, 16 dans le commerce de gros et de détail, transports, hébergement et restauration, 5 dans l’Information et communication, 1 dans les activités financières et d'assurance, 2 dans les activités immobilières, 9 dans les activités spécialisées, scientifiques et techniques et activités de services administratifs et de soutien, 10 dans l’administration publique, enseignement, santé humaine et action sociale et 8  étaient relatifs aux autres activités de services.
En 2020, 16 entreprises ont été créées sur le territoire de la commune, dont 15 individuelles.
Au 1er janvier 2021, la commune ne disposait pas d’hôtel et de terrain de camping.

#### Agriculture
Solers est dans la petite région agricole dénommée la « Brie française »,  (ou Basse-Brie), une partie de la Brie autour de Brie-Comte-Robert. En 2010, l'orientation technico-économique de l'agriculture sur la commune est diverses cultures (hors céréales et oléoprotéagineux, fleurs et fruits).
Si la productivité agricole de la Seine-et-Marne se situe dans le peloton de tête des départements français, le département enregistre un double phénomène de disparition des terres cultivables (près de 2 000 ha par an dans les années 1980, moins dans les années 2000) et de réduction d'environ 30 % du nombre d'agriculteurs dans les années 2010. Cette tendance se retrouve au niveau de la commune où le nombre d’exploitations est passé de 5 en 1988 à 3 en 2010. Parallèlement, la taille de ces exploitations augmente, passant de 133 ha en 1988 à 252 ha en 2010.
Le tableau ci-dessous présente les principales caractéristiques des exploitations agricoles de Solers, observées sur une période de 22 ans : 
|                                      | 1988 | 2000 | 2010 |
| ------------------------------------ | ---- | ---- | ---- |
| Dimension économique,                |      |      |      |
| Nombre d’exploitations (u)           | 5    | 4    | 3    |
| Travail (UTA)                        | 29   | 9    | 7    |
| Surface agricole utilisée (ha)       | 666  | 756  | 756  |
| Cultures                             |      |      |      |
| Terres labourables (ha)              | 664  | 753  | 750  |
| Céréales (ha)                        | 427  | s    | s    |
| dont blé tendre (ha)                 | 269  | 324  | s    |
| dont maïs-grain et maïs-semence (ha) | 118  | 96   | s    |
| Tournesol (ha)                       | s    |      |      |
| Colza et navette (ha)                | s    | 43   | s    |
| Élevage                              |      |      |      |
| Cheptel (UGBTA)                      | 42   | 1    | 2    |

## Culture locale et patrimoine

### Monuments et lieux remarquables
La commune ne compte pas de monument répertorié à l'inventaire des monuments historiques (Base Mérimée).

### Autres monuments
- L'église Saint-Martin-et-Saint-Bruno, auquel il convient d’ajouter le patrimoine mobilier classé suivant : 
  - Statue de saint Martin (Au fond de la nef )[49] ;
  - Tableau de saint François[50] ;
  - Tableau de saint Martin[51] ;
  - Ciborium (trompe-l’œil)  (Chœur)[52] ;
  - Statue de saint Bruno (Au fond de la nef)[53] ;
  - Cloche en bronze[54] ;
  - Tableau du maître-autel, cadre : La Vierge et saint Joseph retrouvant Jésus dans le Temple (Chœur)[55] ;
  - Tableau : Jésus chez Marthe et Marie (Nef, mur nord, au-dessus de la porte d'entrée)[56] ;
  - Confessionnal (Nef)[57] ;
  - Autel (maître-autel)  (Chœur)[58] ;
  - Tableau : saint Bruno (À droite du maître-autel)[59] ;
  - Meuble de sacristie[60].
- L'ancienne chapelle d'un couvent de Chartreux : 
  - le clocher est carré à contreforts coiffé en bâtière, nef unique couverte en charpente ;
  - il y a plusieurs tableaux du XVIIe et du XVIIIe.
- Une croix des Chartreux, en pierre, qui date de 1636 ;
- Cimetière militaire allemand :

Le cimetière militaire allemand se trouve à 50 km au sud-est de Paris et à la périphérie du village de Solers. Y reposent 2 228 soldats allemands de la Seconde Guerre mondiale.
- Le « Pont Bossu » sur l'Yerres ;
- Le viaduc du Chemin des Roses au-dessus de l'Yerres.

### Autres
Le 10 août 1918, un train en panne arrêté sur le viaduc a été heurté par le train suivant et plusieurs voitures sont projetées sur l'autre voie. Un 3e train qui revient vers Paris percute ces voitures et franchit le parapet pour tomber dans l'Yerres en contrebas.

### Héraldique
| Blason de Solers | Blason  | De gueules à saint Martin à cheval, partagent son manteau avec un mendiant, le tout d'argent posé sur une terrasse du même, au soleil levant d'or. |
| Blason de Solers | Détails | Le statut officiel du blason reste à déterminer.                                                                                                   |